# Шетский район
Шетский район (каз. Шет ауданы) — административное образование в составе Карагандинской области, Казахстан. Районный центр — село Аксу-Аюлы.
Район расположен в центральной части области, вытянут с севера на юг на 365 км и с запада на восток на 200 км. На севере граничит с Абайским, на востоке с Актогайским, на западе с Жанаркинским районами.
- Расстояние до областного центра — 130 км.
- Территория района составляет — 65694 км²
- Общая численность населения — 48500 человек.
- Район делится на 8 поселковых и 17 сельских округов, в который имеется 74 населенных пункта.

## География

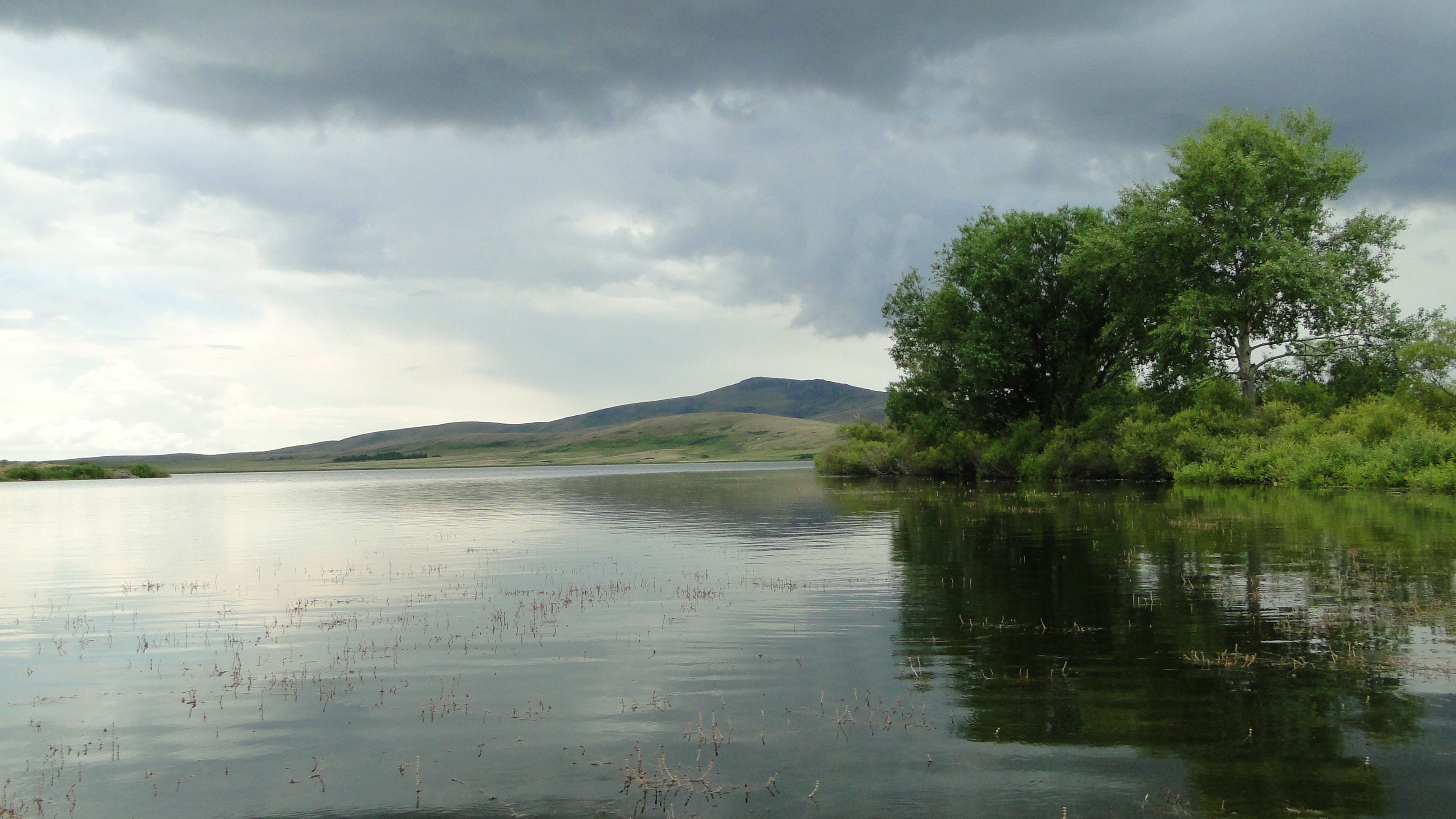
Природа Шетского района

Площадь района 65 694 км², что больше площади таких государств как Хорватия, Латвия или Литва.
На территории Шетского района обитают следующие виды животных и птиц: волк, косуля, сурок, лисица, корсак, хорь, заяц, серая куропатка. Редкие и исчезающие виды: архар, балобан, беркут.
Высоты: гора Бугылы −1850 м (ст. Дария), г. Паршокы — 1108 м, г. Ортау — 1068 м.
Рельеф территории представлен мелкосопочником и равниной.
В Шетском районе расположен ударный кратер Шунак.
Бугулинский заказник

## История

### Исторические памятники

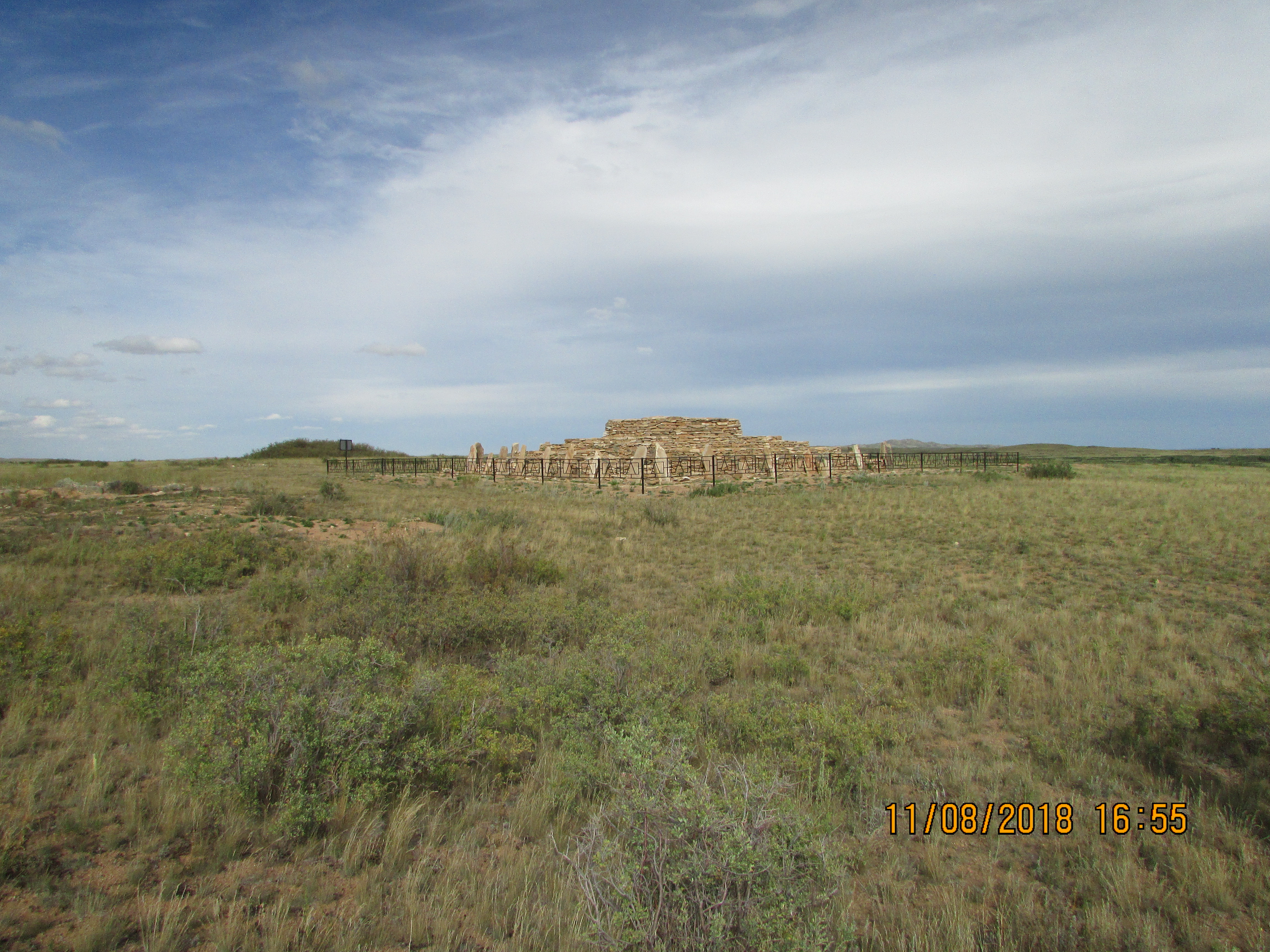
Могильник Каражартас бронзового века в Шетском районе. XV век до н. э. (вид издалека).

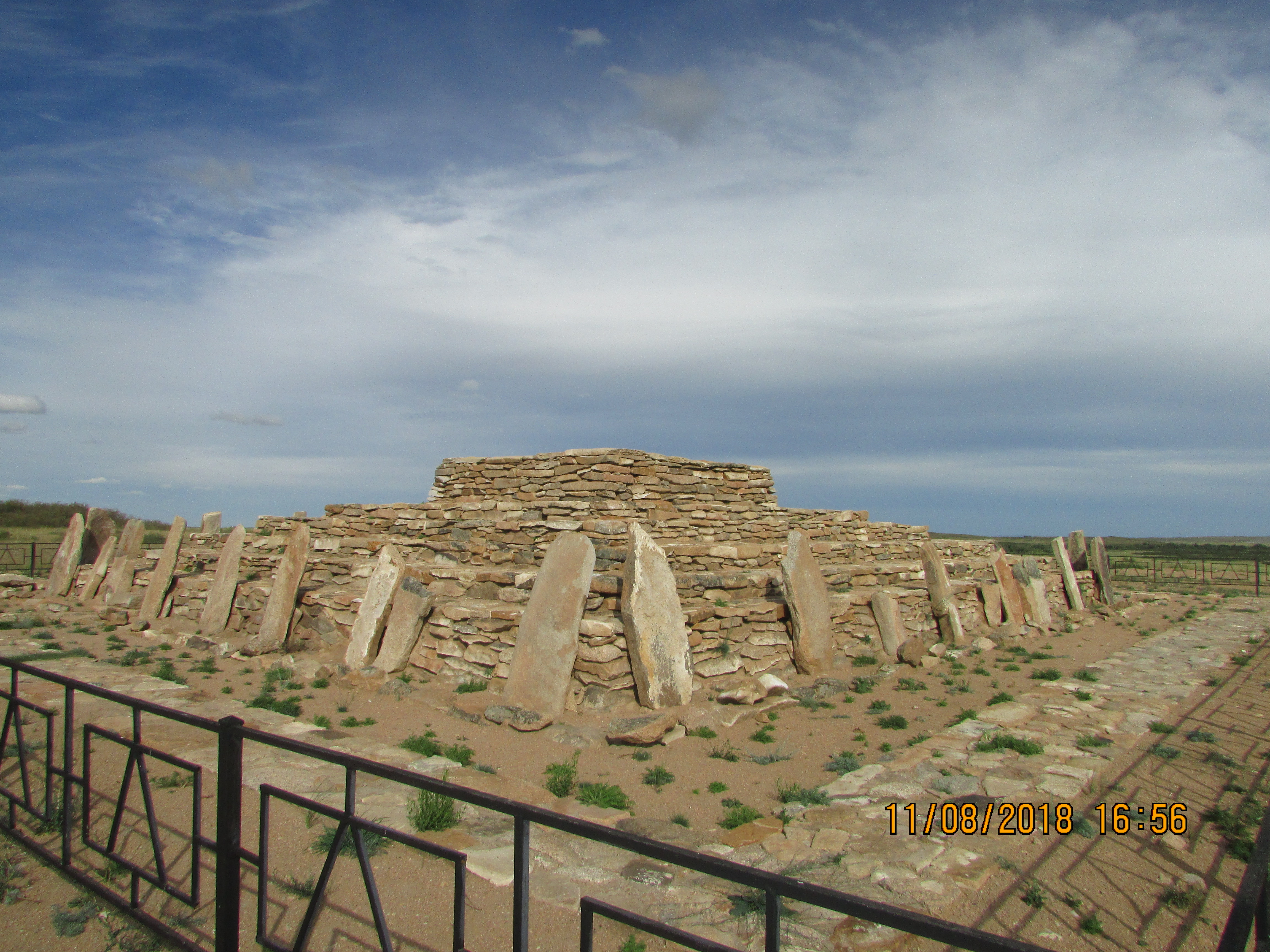
Могильник Каражартас бронзового века в Шетском районе. XV век до н. э.

В районе расположены следующие памятники культуры:
- Атсуытканские курганы
- Древний металлургическая мастерская в селе Кызылтау (бронзовый век)
- Крепость Кенесары хана, захоронение Агыбай-батыра и Танбалы тас в местечке Тай-Аткан-Шунак
- Архитектурный ансамбль мавзолеев Аманбая и Аманжола
- Место захоронения Шортанбай жырау в селе Аксу-Аюлы
- Место захоронения знаменитого кюйши Кыздарбека в селе Аксарлы.
- Место захоронения Каратай батыра.
- Каменное изваяние XI—XII века Атсуыткан

На территории Шетского района имеются многочисленные уникальные памятники археологии, истории, культуры несущие полную информацию с древнейших времен до современной истории Казахстана.
Среди них наиболее значимые археологические памятники — некрополь андроновской культурно-исторической общности (XX—XIII вв. до н. э., эпоха бронзы) Аксу-Аюлы—II, поселения финальной бронзы (XII—X вв. до н. э.) Бугылы-I, Бугылы—II, мавзолей бегазы-дандыбаевской культуры Бугылы-III, могильники Ельшибек, памятники на р. Нураталды и др., многие из которых изучаются учеными Сарыаркинского археологического института при Карагандинском государственном университете им. академика Е. А. Букетова.

### XIX век
Большинство территории района в XIX века входила в состав Каркаралинского внешнего округа, а затем Каркаралинского уезда. Основное население территории составляли различные подроды рода Каракесек племени аргын.

### XX век
Район образован в 17 января 1928 году из частей Кедейской (а/а № 5-10), Кзылтавской (без н.п. Кентский, Комиссаровский, Кутузовский), Четской (по р. Моинты) волостей в составе Каркаралинского округа Каркаралинского уезда Семипалатинской губернии. Первоначально районным центром являлся до 1 мая 1929 г. — ур. Чалтас (Кызыл-Еспе), а сам район назывался Четским. С марта 1932 года по 22 февраля 1933 года был в составе Алматинской области. 2 января 1963 года поглощён Актогайским районом, восстановлен как Шетский район 31 декабря 1964 года. 23 мая 1997 года вся территория Агадырского района была передана в состав Шетского района.

## Центр
Первоначально районным центром являлся до 1 мая 1929 г. — ур. Чалтас (Кызыл-Еспе), а сам район назывался Четским. Центр — урочище Куйракты 17 января 1928 года. ур. Кайракты (до 1 мая 1929 г. — ур. Чалтас)

## Население
| Текст заголовка | 1939  | 1959  | 1970  | 1979                                                       | 1989                                                       | 1999  | 2009  | 2019  |
| --------------- | ----- | ----- | ----- | ---------------------------------------------------------- | ---------------------------------------------------------- | ----- | ----- | ----- |
| Население       | 12583 | 27069 | 39937 | 67733 (в т.ч. Агадырский район 39852, Шетский район 26396) | 71644 (в т.ч. Агадырский район 43548, Шетский район 26860) | 54341 | 45715 | 42437 |

Национальный состав (на начало 2019 года):
- казахи — 37 646 чел. (88,71 %)
- русские — 3 072 чел. (7,24 %)
- украинцы — 267 чел. (0,63 %)
- немцы — 364 чел. (0,86 %)
- татары — 285 чел. (0,67 %)
- белорусы — 175 чел. (0,41 %)
- башкиры — 68 чел. (0,16 %)
- азербайджанцы — 45 чел. (0,11 %)
- молдоване — 29 чел. (0,07 %)
- узбеки — 73 чел. (0,17 %)
- чуваши — 30 чел. (0,07 %)
- литовцы — 22 чел. (0,05 %)
- другие — 361 чел. (0,85 %)
- Всего — 42 437 чел. (100,00 %)

Статистика
- Данные на 2007 год:
- 87,8 % — казахи,
- 6,9 % — русские,
- 0,9 % — немцы,
- 0,9 % — татары,
- 1,0 % — украинцы,
- 0,6 % — белорусы,
- 1,9 % — другие.
- 2006 год коэффициенты на 1000 жителей:
- рождаемость — 17,97
- смертность — 9,19
- естественная прирост — 8,78

## Административно-территориальное деление
В районе 8 поселковых, 17 сельских округов, в том числе 74 населённых пункта.
| №      | Поселковые и сельские округа      | центр                                   | число аулов (сёл) | число посёлков | Численность населения по каждому сельскому округу или посёлку |
| 1.     | Аксу-Аюлинский сельский           | Аксу-Аюлы                               | 4                 |                | 5300                                                          |
| 2.     | Агадырьская поселковый            | Агадырь                                 | 2                 | 1              | 10255                                                         |
| 3.     | Акжалская поселковый              | Акжал                                   | 1                 | 1              | 4040                                                          |
| 4.     | Акшатау поселковый                | Акшатау                                 | 2                 | 1              | 1690                                                          |
| 5.     | Батыкский сельский                | Батык                                   | 1                 |                | 840                                                           |
| 6.     | Бурминский сельский               | Бурма                                   | 2                 |                | 1500                                                          |
| 7.     | Босагинский сельский              | Босага (Босагинский сельский округ)     | 2                 |                | 1000                                                          |
| 8.     | Дария поселковый                  | Дария                                   |                   | 1              | 1050                                                          |
| 9.     | Талдинский сельский               | Талды                                   | 3                 |                | 1140                                                          |
| 10.    | Нураталдинский сельский           | Кошкарбай                               | 5                 |                | 1870                                                          |
| 11.    | имени Сакена Сейфулина поселковый | Сакен Сейфулин (посёлок)                |                   | 1              | 3862                                                          |
| 12.    | Жамбыл поселковый                 | Жамбыл                                  |                   | 1              | 150                                                           |
| 13.    | Нижнекайрактинский сельский       | Кайракты                                | 1                 |                | 1069                                                          |
| 14.    | Мойынты поселковый                | Мойынты                                 |                   | 1              | 2350                                                          |
| 15.    | Акшокинский сельский              | Кызылтау                                | 2                 |                | 701                                                           |
| 16.    | Кийктинский сельский              | Кийкти                                  | 1                 |                | 975                                                           |
| 17.    | Коктенкольский сельский           | Коктенколь                              | 5                 |                | 1400                                                          |
| 18.    | Кеншокинский сельский             | Нура                                    | 1                 |                | 880                                                           |
| 19.    | Краснополянский сельский          | Красная Поляна (Карагандинская область) | 4                 |                | 1330                                                          |
| 20.    | Ортауский сельский                | Ортау                                   | 3                 |                | 630                                                           |
| 21.    | имени Карима Мынбаева сельский    | Кызылтау                                | 1                 |                | 380                                                           |
| 22.    | Акойский сельский                 | Акой                                    | 1                 |                | 744                                                           |
| 23.    | Тагылинский сельский              | Жумыскер                                | 3                 |                | 1020                                                          |
| 24.    | Успенский сельский                | Успен                                   | 4                 |                | 2090                                                          |
| 25.    | Шетский сельский                  | Унрек                                   | 4                 |                | 1003                                                          |
| Итого: |                                   |                                         | 52                | 7              | 47069                                                         |

### История
Постановлением ВЦИК от 20 июля 1934 г. из состава Карагандинской области район передан в состав Каркаралинского округа.
На 31 января 1935 г. в составе Шетского района значатся аулсоветы: Ак-Коянский, Ак-Шокинский, Акча-Тауский, Кзыл-Тауский, Корган-Тасский, Нура-Талдинский, Нуринский, Тульклинский, Тагылинский.
Постановлением ВЦИК от 29 июля 1936 г. район вошёл в состав Карагандинской области .
На момент передачи состав района остался прежним.
Указом Президиума Верховного Совета КазССР от 26 августа 1940 г. колхозы «Карагаш», «Канатас», «Жамши» обслуживающий их Коргантасский аулсовет переданы в состав Коунрадского района.
В 1971 году в составе Шетского района было 11 сельсоветов: Акбулакский, Акшатауский, Босагинский, Карабулакский, Кеншокинский, Кызылтауский, Комсомольский, Нураталдинский, Тулклинский, Тагалинский, Шетский.
В 1978 году в составе районного совета были 13 поселковых и сельских советов: Шетский, Комсомольский, Тулклинский, Красная Поляна, Нураталдинский, Кызылтауский, Акшатауский, Бурминский, Кеншокинский, Акшокинский, Просторный, Дария, Жарык.
Постановлением правительства Республики Казахстан от 23 мая 1997 г. в состав Шетского района была включена вся территория упраздняемого Агадырского района.
14 декабря 2007 года были произведены значительные изменения в административно-территориальное устройстве района. Населённые пункты без населения и с населением менее 50 человек были включены в состав иных населённых пунктов и исключены их из учётных данных:
- Акшокы (включён в состав Кызылтау)
- Жуманбулак (включён в состав Босага)
- Жылыбулак (включён в состав Босага)
- Бестамак (включён в состав Босага)
- Батыстау (включён в состав Кеншокы)
- Сулумадине (включён в состав Карамурын)
- Байгара (включён в состав Карамурын)
- Жартас (включён в состав Сарыбулак)

Кроме того: 
- были упразднены посёлок Кайракты и Акбулакский аульный (сельский) округ с последующим исключением их из учётных данных; территория бывшего Акбулакского аульного (сельского) округа была передана в административное подчинение посёлкам Акжал и Мойынты;
- из административного подчинения Таглинского сельского округа был выведен посёлок Нижние Кайракты; посёлки Верхние Кайракты и Нижние Кайракты были отнесены к категории населённых пунктов, с присвоением статуса аула (села); на основании аулов (сёл) Верхние Кайракты и Нижние Кайракты был создан Нижнекайрактинский аульный (сельский округ), с административным центром в селе Нижние Кайракты, с включением его в учётные данные;
- из административного подчинения посёлка Мойынты был выведен посёлок Кийкти, населённые пункты Аркарлы и Акшагыл; был образован Кийктинский аульный (сельский) округ с административным центром в селе Кийкти и передачей в административное подчинение округа населенных пунктов Аркарлы и Акшагыл.

Также в тот же день Кызылтауский аульный округ был переименован в аульный округ Карима Мынбаева.
29 марта 2018 года село Целинное Коктенкольского сельского округа было переименовано в Акжол.

## Экономика
Ведущая отрасль хозяйства района — сельское хозяйство, преимущественно животноводство.
Из промышленных предприятий в районе действует ТОО СП «Nova Цинк» (дочерняя компания Челябинского цинкового завода), ТОО «МеталлтерминалСервис», ТОО «Алаш», ТОО «Нурдаулет».
На территории района имеются Акшагылское месторождение полезных ископаемых.
Геологические запасы вольфрамо-содержащих руд обеспечивают продолжительную обработку месторождения в пределах 20 лет. Также имеются месторождения с большими запасами волластонита, вольфрамо-молибденовых и висмутовых руд.
На территории района находятся следующие рыбохозяйственные водоёмы, закреплённые за природопользователями: плотина Беркуты (50 га), пл. Танатбай (Акчатау, 150 га), пл. Манака (40 га), пл. Андреевская (Шет., 80 га), пл. Каражартас (60 га), пл. Тогези (40 га).
Общая площадь водоёмов — 580 га.
На территории района имеется 1 частный лагерь для школьников Танатбай, охотничье угодье в зимовке Тасбаз.

### Месторождения
- Акжалское месторождение
- Акшагылское месторождение
- Акшатауское месторождение
- Верхнекайрактинское месторождение
- Кайрактинское месторождение свинца
- Караобинское месторождение вольфрама и молибдена
- Каратасское месторождение меди и молибдена
- Коктенкольское молибденовое месторождение
- Алмалинское месторождение

## СМИ
Издаётся на казахском языке районная газета «Шет шұғыласы» (прежнее «Заман», ещё раньше «Ильич туы»).

## Главы района
| Первые секретари райкома КПСС 1928—1991 1. С. Досмақов — 1928—1929 ж. ж. 2. М. Байбоқышев — 1931—1932 ж. ж. 3. М. Мұстафин — 1933 ж. 4. М. Есенжолов — 1934 ж. 5. Әбдірахман Тоқтаров — 1935 ж. 6. С. Хамитжанов — 1938 ж. 7. Р. Жантасов — 1939—1940 ж. ж. 8. С. Қонбаев — 1940—1942 ж. ж. 9. С. Ержанов — 1943—1944 ж. ж. 10. М. Алпысбаев — 1944—1947 ж. ж. 11. Ш. Дулатов — 1947—1949 ж. ж. 12. У. Елеусізов — 1949—1950 ж. ж. 13. А. Сатанов ИО около года 14. М. Рамазанов — 1952 ж. 15. Қауымбек Кенжебеков — 1953—1954 ж. ж. Арғын, Қаракесек, Қояншы-тағай 16. Сейітқали Оспанов — 1955—1957 ж. ж. 17. Т. Торегожин — 1957—1958 ж. ж. 18. Отебай Кулмаханов — 1958—1959 ж. ж. 19. М. Имашев — 1959—1963 ж. ж. 20. К. Дуйсенбеков — 1964—1983 ж. ж. Арғын, Қуандық, Қареке 21. М. Абақанов — 1983—1986 ж. ж. 22. С. Медеубаев — 1986—1991 ж. ж. | Председатели райисполкома 1. Қ. Жанқашев 1928-29 2. Нүрша Бимағанбетов 1929- 3. Е. Байболатов 1929 4. Қ. Тойбеков - Қарағанды-1931 5. И. Қуанышев 1932 6. Т. Әлімжанов /уақжігіті/ 1933 7. Тайлаш Сүлейменов 1933-34 8. Бекболатов Қ 1935-37 9. О.Теміров 1938-39 10. М.Уәлиев 1940-1941 11. Р. Жекеев 1940-42 12. М. Баянов 1942-1943 13. Мүкажан Рахымбеков 1943-44 14. К.Ағыбаев 1944-47 15. Асқаров Ж 1947-49 16. Туғанбеков Ж 1949-50 17. М.Бейсембаев 1950-1952/Шуаш болса керек/ 18. А.Тәлкенов 1952-53 19. Утебай Кулмаханов 1953-58 20. Д.Алшынбаев 1958-61 21. Ахмедия Смағүлов 1961-62 22. В.З.Перерва 1965-1967 23. В.И. Крылов 1968-1970 24. В.М.Мажура 1970-1973 25. В.М.Кондраков 1973-1980 26. Н.В.Суворов 1980-1986 27. А.М.Костин 1986-1988 28. В.А.Корбань 1988-1990 | Акимы района с 1991 1. Медиев, Касымбек Медиулы (1992—1997) 2. Сарханов Какимжан Ахмеджанович (1997—2005) 3. Оразханов Рысбек Борхыбаевич 2005-2007 4. Абдикеров Рыскали Калиакбарович (11.2007-07.2008) 5. Тлеубергенов Кайыржан Каримович (07.2008-10.2011) 6. Абдикеров Рыскали Калиакбарович (11.2011-02.2016) 7. Жандаулетов Марат Жандаулетович (02.2016 — 10.02.2020) 8. Мухтаров Мухит Сайлауович, с 05.03.2020 |

## Уроженцы
1. Мухамеджанов, Сыдык (1924—1991) — композитор, народный артист СССР (1990)
2. Дулатбеков, Нурлан Орынбасарович — ректор карагандинского университета «Болашак», доктор юридических наук, профессор.
3. Абдиров, Нурлан Мажитович — казахстанский общественный деятель, депутат мажилиса парламента Казахстана IV—V созывов (2007—2012).
4. Акылбаев, Жамбыл Саулебекович — экс-ректор Карагандинского государственного университета, академик, лучший ректор десятилетия.
5. Аубакиров, Яхия Аубакирович — учёный
6. Ахметов, Абдрашит Рахимович
7. Байгозы Наймантайулы — казахский батыр.
8. Кошанов, Ерлан Жаканович — аким Карагандинской области.
9. Ракишев, Баян Ракишевич — советский и казахстанский учёный, доктор технических наук (1978), профессор (1981). академик НАН РК (с 2003).
10. Шестов, Сергей Семёнович
11. Джумабеков, Идрис
12. Канжанов, Беймбет Кайратович — борец
13. Какпан Жиренбайулы — казахский народный акын
14. Бектемир, Айдос Жумадилдаевич — заслуженный артист Республики Казахстан (1996), Лауреат Государственной премии Казахстана (2016).
15. Сатибеков Даулет Рысбаевич[каз.]
16. Булекпаев, Ермаганбет Кабдулович — аким Карагандинской области.

## Почетные граждане
1. Аубакирова, Жания Яхияевна (2018)[33]
2. Медиев, Касымбек Медиулы[34]
3. Акылбаев, Жамбыл Саулебекович
4. Бектемир, Айдос Жумадилдаевич - заслуженный артист Республики Казахстан (1996), Лауреат Государственной премии Казахстана (2016).